# ديان توماسيفيتش
ديان توماسيفيتش (بالسيريلية الصربية: Дејан Томашевић) مواليد 5 مايو 1973 في بلغراد، جمهورية صربيا الاشتراكية هو لاعب كرة سلة صربي سابق. بدأ مسيرته الاحترافية في سنة 1990. مثّل منتخب بلاده. شارك في دورة الألعاب الأولمبية الصيفية سنة 1996. حقق المركز الأول في بطولة كأس العالم لكرة السلة 1998. اعتزل اللعب في 2009.

## المسيرة الاحترافية
لعب مع نادي ريد ستار لكرة السلة من سنة 1991 إلى 1995، ثم لعب مع نادي بارتيزان لكرة السلة من سنة 1995 إلى 1999، ثم لعب مع نادي بودوشنوست لكرة السلة من سنة 1999 إلى 2001، ثم لعب مع ساسكي باسكونيا في الدوري الإسباني في موسم 2001–2002، ثم لعب مع فالنسيا باسكت من سنة 2002 إلى 2005، ثم لعب مع نادي باناثينايكوس لكرة السلة من سنة 2005 إلى 2008.

## الميداليات
| الميدالية | المسابقة                         |
| --------- | -------------------------------- |
| فضية      | الألعاب الأولمبية الصيفية 1996   |
| ذهبية     | بطولة كأس العالم لكرة السلة 1998 |
| ذهبية     | بطولة كأس العالم لكرة السلة 2002 |
| ذهبية     | بطولة أمم أوروبا لكرة السلة 1995 |
| ذهبية     | بطولة أمم أوروبا لكرة السلة 1997 |
| برونزية   | بطولة أمم أوروبا لكرة السلة 1999 |
| ذهبية     | بطولة أمم أوروبا لكرة السلة 2001 |

## روابط خارجية
- ديان توماسيفيتش على موقع الاتحاد الدولي لكرة السلة (الإنجليزية)
- ديان توماسيفيتش على موقع الدوري الأوروبي لكرة السلة (الإنجليزية)
- ديان توماسيفيتش على موقع الدوري الإسباني لكرة السلة (الإسبانية)
- ديان توماسيفيتش على موقع كرة السلة الأوروبية.كوم (الإنجليزية)
- ديان توماسيفيتش على موقع ريلجم (الإنجليزية)
- ديان توماسيفيتش على موقع بروبوليرز (الإنجليزية)
- ديان توماسيفيتش على موقع سبورتس رفرنس (الإنجليزية)
- ديان توماسيفيتش على موقع اللجنة الأولمبية الدولية (الإنجليزية)
- ديان توماسيفيتش على موقع أوليمبيديا (الإنجليزية)